# Rosersbergs IK
Rosersbergs IK, bildad 1921, är en idrottsförening. Fotboll, handboll och innebandy är föreningens största sporter. Klubben har även bedrivit ishockey, där bland annat Ulf Isaksson och Håkan Södergren har spelat.